# خژانوو (استان لوبلین)
خژانوو (به لهستانی:  Chrzanów) یک روستا در لهستان است که در گمینا خژانوو (استان لوبلین) واقع شده‌است. خژانوو ۱٬۷۶۰ نفر جمعیت دارد.